# Thonik

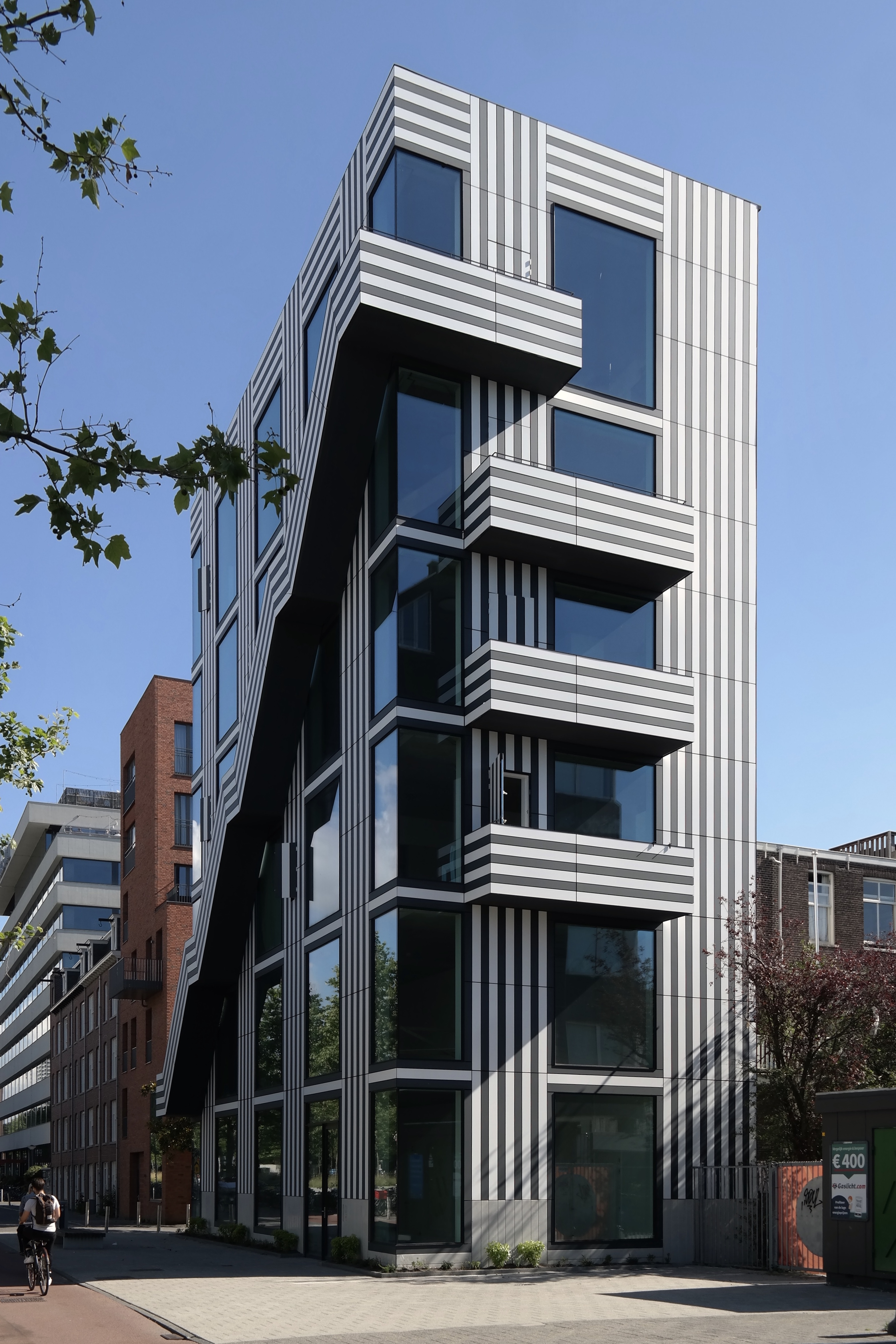
Das Thonik-Gebäude in der Wibautstraat in Amsterdam.

Thonik ist eine international renommierte niederländische Designagentur mit Sitz in Amsterdam in der Wibautstraat. Thonik ist spezialisiert auf die Bereiche Visuelle Kommunikation, Corporate Design, Interaktion Design und Motion Design für kulturelle Institutionen und gemeinnützige Organisationen.

## Geschichte
1993 lernten sich Nikki Gonnissen und Thomas Widdershoven kennen und gründeten das Studio Gonnissen und Widdershoven. Nikki Gonnissen hatte an der Hogeschool voor de Kunsten Utrecht (HKU) Design studiert, Thomas Widdershoven an der Kunsthochschule Amsterdam Philosophie, Bildende Kunst und Grafikdesign studiert. 2000 nannten sie das Studio um in Thonik (Thomas und Nikki).

## Werk
Zu den bekanntesten Kunden von Thonik zählt die Socialistische Partij, für die sie 2006 ein neues Corporate Design entwarfen. Seit 2006 ist Thonik auch mitverantwortlich für die Wahlkampagnen der Socialistische Partij (in Zusammenarbeit mit Niko Koffeman). Für diese Arbeit erhielt Thonik 2006 den niederländischen Designpreis und 2007 den Rotterdam Designpreis. Im Jahr 2008 erhielt Thonik für den TV-Spots „Thuiszorg“ (Häusliche Pflege) für die Socialistische Partij den Gouden Loeki. Thonik machte in dem Spot auf die schlechte Situation der häusliche Pflege in den Niederlanden aufmerksam.
Weitere namhafte Kunden von Thonik sind die Stadt Amsterdam, die Öffentliche Bibliothek Amsterdam, das Museum Boijmans van Beuningen und die Triodos Bank. Thonik ist auch verantwortlich für die neue Corporate Identity und die Kampagnen von NRC und VPRO, die 2010 eingeführt wurden.
Thonik hatte Einzelausstellungen 2008 im Shanghai Art Museum (China), 2009 im Spiral Art Center in Tokio (Japan) und 2010 in der Galerie Anatome und dem Institut Neerlandais in Paris (Frankreich).
Das von Thomas Widdershoven in Zusammenarbeit mit Arjan van Ruyven (MMX architecten) entworfene Thonik Studio in der Wibautstraat wurde vom Bund Niederländischer Architekten (BNA) als bestes ikonisches Gebäude 2020 ausgezeichnet.

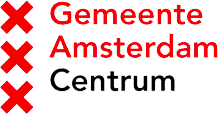
Logo für die Stadt Amsterdam